# Château de Bruyères
Le château de Bruyères était un château fort dominant la ville de Bruyères, dans les Vosges (Grand Est, France).

## Histoire
Le château de Bruyères, situé sur la colline éponyme ("colline du château"), fut fondé au Xe siècle par le duc de Lorraine. 
Vers 1178, Ferry Ier de Bitche s’empara du château et de plusieurs domaines et le rendit à son frère aîné Simon II après le traité de Ribemont (1179).
On dit que l'empereur Henri VI y séjourna en 1196.
L'édifice fut détruit par un incendie en 1715

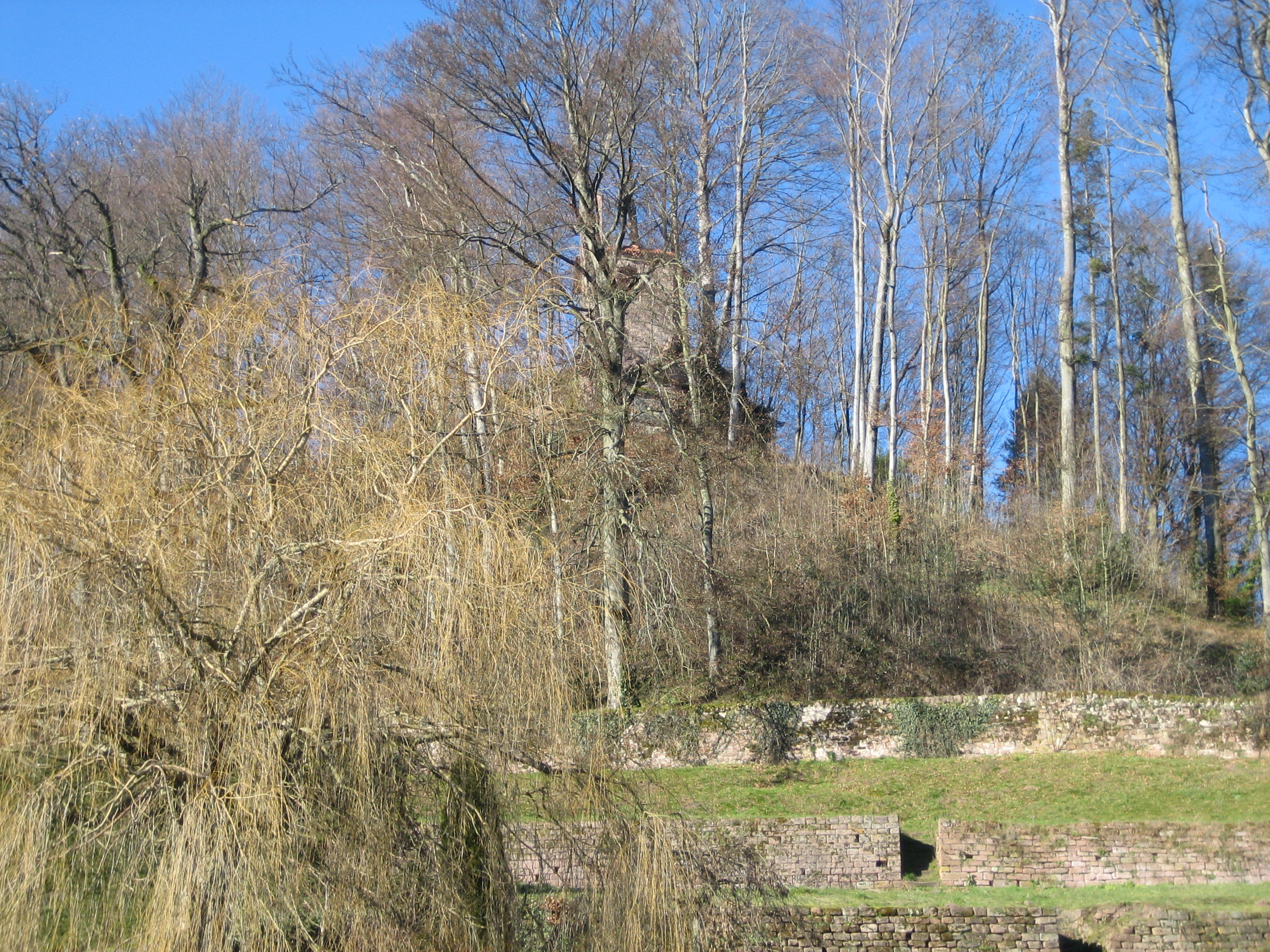
La colline du château

## Architecture
De forme quadrangulaire, il était protégé par deux enceintes et comptait deux portes, dont une était protégée par la grosse tour dite "de la Cabée". 